# Riu Palància
El Palància (en castellà Palancia) és un riu del nord del País Valencià que naix a la serra del Toro (al vessant oriental de la serra de Javalambre), a 1.618 metres d'altitud. Forma l'eix de les comarques de l'Alt Palància i el Camp de Morvedre i desemboca a la Mediterrània, al terme municipal de Sagunt, després de recórrer 85 km. La superfície de la conca és de 910 km² i el cabal mitjà és de 2,5 litres per segon a Viver. El riu està flanquejat durant tot el seu recorregut per la serra Calderona al sud i la serra d'Espadà al nord.

## Recorregut

### Curs alt
El Palància naix a l'estret del Collao de Cascajar (Serra del Toro), al terme municipal del Toro (Alt Palància). L'orografia d'este tram és molt agrest, amb forts pendents, per la qual cosa el riu i els seus afluents de capçalera discorren molt encaixonats. Són nombroses de fonts i barrancs que li aporten un cabal continu.
L'alt valor ecològic de la capçalera del Palància i les seues aigües d'alta qualitat li han valgut el reconeixement de la Confederació Hidrogràfica del Xúquer que inclou el paratge en el seu inventari de "Riberes, màrgens i altres espais hídrics d'interés" des de 1988, considerant-lo un espai a protegir per les autoritats competents.
El curs alt del Palància té unes aigües de molta qualitat, com ho demostren els diversos cots de pesca i la planta embotelladora d'aigües minerals al paratge de los Cloticos (Bejís). A partir d'ací els vessaments urbans, d'almàsseres, granges porcines i diverses fàbriques dels voltants fan perdre la puresa a l'aigua.
El tram entre Bejís i Xèrica és una zona de terrenys molt permeables. És per això que en 1968 es van dur a terme les obres de canalització del riu per tal d'assegurar les aportacions a l'embassament del Regajo, aigües avall. Els màrgens del riu servixen per al cultiu de petites hortes irrigades (fruites i cítrics) pel canal Teresa-Viver, aprofitant les terrasses constituïdes per materials del quaternari.

### Curs mitjà

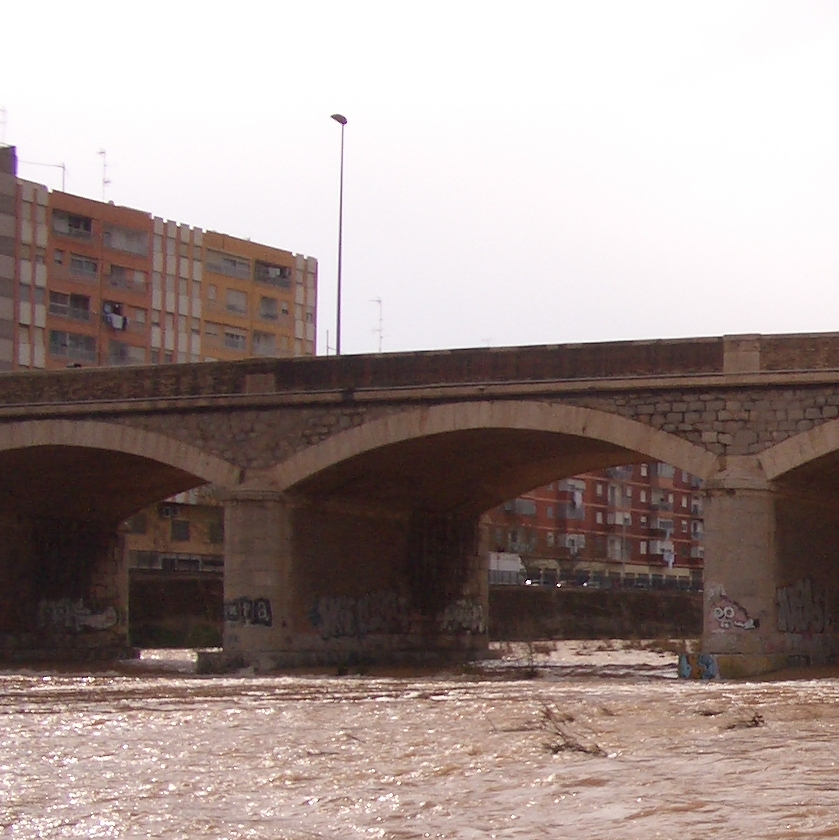
El Palància al seu pas per Sagunt, en una crescuda l'any 2004

La vall del Palància s'obre a partir de Xèrica, adoptant la definitiva orientació cap al sud-est, i ben prompte el riu es topa amb l'embassament del Regajo, primera obra de regulació important al riu. A continuació, les surgències connecten el riu amb els aqüífers d'Estivella, Sogorb-Soneixa, Algar-Quart i el Salt del Cavall, i el riu és alimentat. Als peus de la presa del Regajo es cultiva una ampla horta de 1.900 Ha de regadiu.
Prop de Sogorb es localitza el paratge del Prat de les Llacunes, una ampla zona càrstica amb poljes i dolines d'aproximadament 2 quilòmetres de llarg i 1,5 km d'ample amb disposició paral·lela al riu.
A l'altura de Sot de Ferrer es troba la presa d'aigües de la Séquia Major de Sagunt que alimenta nombroses séquies de reg situades a les dues ribes del riu. Esta séquia discorre paral·lela al Palància fins a Petrés on es dirigix directament cap a Sagunt per a regar l'ampla horta de la plana litoral, d'uns 5.100 Ha. Eixa derivació i les característiques semi-endorreiques de la conca fan que el Palància quede pràcticament sense aigua, cosa que origina una sobreexplotació dels aqüífers en la conca baixa del riu. Prop de Sot de Ferrer, entre les comarques de l'Alt Palància i el Camp de Morvedre, es troba l'embassament d'Algar per a redreçar la sobreexplotació d'aigües.

### Curs baix
Una vegada superada la presa d'Algar, el Palància entra en la conca baixa, l'anomenada Plana de Sagunt on travessa diverses poblacions fins a desembocar al Mediterrani en un delta que ha arribat a dibuixar un xicotet ixent prop del Port de Sagunt.
Pel fet de passar per Sagunt, prop de la desembocadura, també era conegut com el riu de Morvedre, nom antic de la ciutat.

## Principals afluents
- Rambla de Torrecilla
- Riu de Peñarroya
- Rambla de Gaibiel
- Rambla d'Arguines
- Barranc del Pla
- Rambla de Somal[1]